# Соловьёв, Всеволод Николаевич (конструктор)
Все́волод Никола́евич Соловьёв (27 октября 1924, хутор Локотцы, Тверская губерния — 17 сентября 2012, Москва) — советский и российский учёный, конструктор ракетно-космической техники. Член-корреспондент АН СССР с 15 декабря 1990 года по Отделению проблем машиностроения, механики и процессов управления (транспорт). Герой Социалистического Труда.
Главный конструктор и начальник КБ транспортного машиностроения (1963—1992) Минобщемаша СССР, заведующий кафедрой «Транспортные установки» МАДИ (1966—1991), доктор технических наук, профессор.

## Биография
Родился 27 октября 1924 года на хуторе Локотцы Новоторжского уезда Тверской губернии (ныне Торжокского района Тверской области). Детство и юность провёл в г. Торжке.
В 1941 году из 10 класса был призван в ряды Красной армии. С июля 1942 года и до окончания Великой Отечественной войны принимал участие в боевых действиях на Калининском, Белорусском, 3-м Прибалтийском фронтах, на Курской дуге в качестве наводчика, командира орудия, механика, воздушного стрелка. Участвовал в освобождении Прибалтики и Польши, в боях за Берлин. Дважды тяжело ранен. За проявленную в боях воинскую доблесть награждён боевыми орденами Отечественной войны I степени, Красной Звезды, медалями «За боевые заслуги», «За взятие Берлина», «За победу над Германией».
Демобилизован 20 мая 1946 года, в 1951 году окончил Московский автомобильно-дорожный институт и поступил на работу в ГСКБ ГКОТ (впоследствии — КБТМ Минобщемаша) в должности старшего техника.
К концу 1950-х годов под его руководством были созданы подвижные агрегаты заправки ракет различного типа компонентами топлива, поставленные на серийное производство, в том числе поставлявшиеся за рубеж.
Наряду с производственными заданиями В. Н. Соловьёв вёл большую общественную работу, в 1957—1958 годах он возглавлял первичную партийную организацию предприятия, неизменно пользовался уважением коллектива.
В ноябре 1963 года В. Н. Соловьёв был назначен на должность начальника и главного конструктора КБ. Это совпало по времени с новыми задачами, поставленными перед предприятием Правительством СССР, а именно — созданием комплексов наземного технологического оборудования для баллистических ракет подводных лодок (БРПЛ) ВМФ, технических и стартовых комплексов ракет космического назначения (РКН).
Как руководитель КБ создал оптимальную производственную структуру и систему управления технологическим процессом разработки конструкторской документации и создания технологического оборудования, включая контроль качества продукции.
Особое внимание уделял безопасности применения ракетного оборудования. Один из авторов предложения о переносе операций заправки БРПЛ с береговых баз ВМФ на заводы-изготовители ракет. Под его непосредственным руководством разработана технология и создано оборудование для безопасного транспортирования заправленных ракет с заводов-изготовителей и погрузки их на подводные крейсеры-носители БРПЛ.
В работах по созданию технических и стартовых комплексов РКН неуклонно и последовательно проводил техническую политику автоматизации операций, процессов и законченных циклов работ по подготовке РКН и осуществлению их пуска. Наглядным примером достигнутых результатов является стартовый комплекс «Зенит», названный в 1991 году зарубежными специалистами «комплексом XXI века».
Огромное внимание уделял вопросам подготовки кадров. По его инициативе в Московском автомобильно-дорожном институте был создан факультет для подготовки специалистов по профилю работы КБ и отрасли, и кафедра «Транспортные установки», которую длительное время возглавлял.
Жил в Москве. Умер 17 сентября 2012 года, похоронен на Троекуровском кладбище.

## Научная деятельность
Главные направления научной деятельности: разработка и создание технологического оборудования и автоматизированных стартовых комплексов для ракет-носителей лёгкого и среднего классов, труды по сложным техническим комплексам для транспортных операций. Внёс большой вклад в создание комплексов наземного технологического оборудования для баллистических и зенитных управляемых ракет, а также стартовых комплексов космического назначения для ракет-носителей «Космос», «Циклон», «Зенит».
Автор или соавтор более 120 научных и проектно-конструкторских работ и более 40 изобретений.

## Награды
- Герой Социалистического Труда (1980);
- Награждён двумя орденами Ленина (1969 и 1980), орденами Октябрьской Революции, «Знак Почёта», Отечественной войны I степени, Красной Звезды и медалями;
- Лауреат Ленинской премии (1972), Государственной премии СССР (1988);
- Почётный работник высшего профессионального образования Российской Федерации;
- Знак Циолковского;
- Почётный деятель науки и техники города Москвы;
- Почётный гражданин г. Торжка..